# チャキン

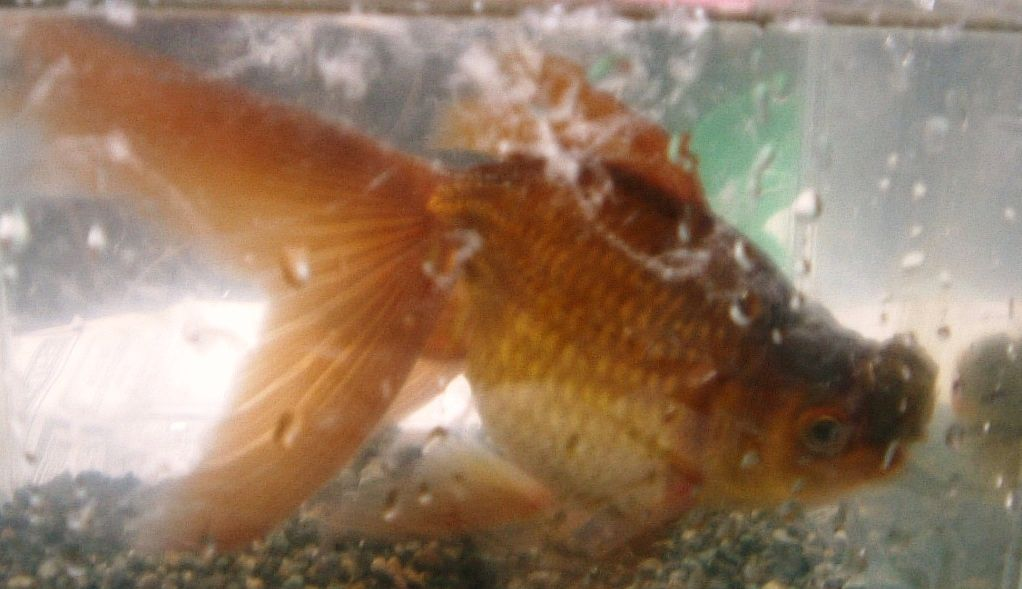
チャキン

チャキン（茶金）は、キンギョの一品種である。名前の通り、茶色い体色が特徴。頭部の肉瘤が発達するものとしないものとがある。

## 概要
鮮やかな体色ではないが、茶褐色の渋味のあるキンギョである。名前は、その体色より「茶金（チャキン）」と命名された。諸外国では、色の表現感覚が異なり、英名は「チョコレートオランダ（Chocolate Oranda）」、中国語では「紫魚 zǐyú（ツーユィー）」とよばれる。

## 歴史
同様、従来の日本のキンギョには見られなかった、茶褐色の体色を持つ品種であり、日本へはタンチョウ（キンギョ）、セイブンギョ、スイホウガン、チョウテンガンらと共に1958年（昭和33年）に輸入される。渋味がある体色がマニア以外には理解されず、金魚掬い以外では見掛けなかった。現在では国内でも育成が増えており、店頭でも見掛ける回数が増えた。
作出過程は不明であるが、一説によればクロデメキンとオランダシシガシラの交配により生まれた茶褐色の個体を育成した説、オランダシシガシラの突然変異の説がある。

## 特徴
体型に関しては長手のオランダシシガシラ型（高頭チャキン）、丸手のリュウキン型（バルーンチャキン）の2タイプがある。体色は、赤みを帯びたきれいな色（カラニシキ、唐錦）のものと黒褐色（紫魚）のものがいる。